# Turmhügel Nentschau
Der Turmhügel Nentschau ist eine abgegangene Turmhügelburg (Motte) im nördlichen Nentschau, einem heutigen Gemeindeteil der Gemeinde Regnitzlosau im oberfränkischen Landkreis Hof.
Die Burg wurde um 1390 als „sycz“ (Sitz) zu „Nempezaw“  als Lehensbesitz von „Wolfram Reyczenstein“ (Reitzenstein) genannt. Von der ehemaligen Burganlage auf rundem Kernhügel mit Ringgraben und talwärtsseitigem Außenwall sind nur noch die Geländespuren ohne Bebauung erhalten. Im Graben ist teilweise Müll abgelagert. In der Bayerischen Uraufnahme ist die Bewirtschaftung des Kernhügels in Form eines rechteckigen Gartens zu erkennen. Der Turmhügel liegt auch heute noch an bedeutenden Straßen, darunter die Staatsstraße 2453 von Regnitzlosau nach Posseck, in der Hanglage sind außerdem die beiden Abzweigungen innerorts nach Prex und nach Zech zu überblicken.